# Renversement des valeurs
Le renversement des valeurs (all. die Umwertung aller Werte) ou réévaluation (des valeurs) ou encore transvaluation de toutes les valeurs est un concept nietzschéen. Selon Friedrich Nietzsche, la morale, les valeurs occidentales sont, à l’origine, issues d’une inversion des valeurs d'où la nécessité d'un renversement de celles-ci,.

## Signification
D’après lui, au principe de toute vie, se trouve la volonté de puissance, c’est-à-dire, au-delà d'un élan désirant « persévérer dans son être » comme le pensait Spinoza, ou la nécessité aveugle du « vouloir-vivre » schopenhauerien, une pulsion, une force, qui veut indéfiniment augmenter sa puissance.
Nietzsche constate que le platonisme, relayé par le christianisme, a condamné cette volonté de puissance qui est en définitive une volonté de vivre, de croître, de se dépenser en prodigalité. Le christianisme a opéré une inversion des valeurs en instaurant, en favorisant, en sanctifiant tout ce qui, selon Nietzsche, se ligue contre les forces de vie : avant tout par l’invention de "la vérité" (un arrière-monde, le Ciel) au mépris du réel (la Terre, le corps, les phénomènes) c’est-à-dire l’idéal contre le sensible. En instaurant moult valeurs mortifères comme : la culpabilité, la honte, « la condamnation de la sexualité, l’obéissance aux prêtres », la pitié, la faiblesse, l'égalité, etc., toutes ces morales du renoncement, qui empêchent la puissance de l’homme de se déployer, de se réaliser. En plaçant la morale des faibles (c'est-à-dire des chrétiens — qu'il nomme « esclaves » — ceux qui ont, selon lui, l'esprit de vengeance, le ressentiment), contre les valeurs des forts (c'est-à-dire des sains, ceux plein de vitalité et de créativité — qu'il nomme « maîtres » ou « aristocrates » (au sens étymologique du terme : le gouvernement des meilleurs). 
Une généalogie de la morale permet d’interroger la valeur des valeurs occidentales comme la vérité, la justice, l'absolu, etc., de remonter à leurs sources platoniciennes, à éprouver leur socle et à déceler les fins, conscientes ou inconscientes, qu’elles se posent afin de les renverser pour les « remettre à l’endroit ». Se demander, par exemple, pourquoi l'homme ne s'est-il pas contenté des notions de « nuisible » et d'« utile » ; pourquoi a-t-il fallu qu'il s'embarrasse de surcroît des notions de « bien » et de « mal » ?
Renverser les valeurs préalablement inversées, c’est très précisément remplacer les valeurs de mort par des valeurs de vie. Se dessaisir des valeurs qui nous entravent, qui nous affaiblissent, qui nous détruisent en supprimant la vénération des idoles (des idéaux), en devenant soi-même créateur de valeurs, en inventant des formes nouvelles, en développant notre côté artiste. Alors, comme le précise Patrick Wotling, spécialiste de Nietzsche, « nous serons à même de découvrir des choses auxquelles on ne s’attendait pas, peut-être même des choses dangereuses ».
Au fond, la question que nous pose Nietzsche est : « avez-vous essayé toutes les possibilités qui accroissent votre puissance de vie ? » et il nous invite à penser, c'est-à-dire à évaluer, et à fixer, par nos propres actes, de nouvelles valeurs.

## Pour approfondir

#### Sélection d'œuvres de Nietzsche
- Aurore. Pensées sur les préjugés moraux (Morgenröte. Gedanken über die moralischen Vorurtheile, 1881)
- Le Gai Savoir « la gaya scienza »  (Die fröhliche Wissenschaft « la gaya scienza », 1882)
- Ainsi parla Zarathoustra. Un livre pour tous et pour personne (Also sprach Zarathustra. Ein Buch für Alle und Keinen, 1885)
- Par-delà bien et mal. Prélude d'une philosophie de l'avenir (Jenseits von Gut und Böse. Vorspiel einer Philosophie der Zukunft, 1886)
- Généalogie de la morale. Un écrit polémique (Zur Genealogie der Moral. Eine Streitschrift, 1887)
- Le Crépuscule des idoles, ou comment philosopher à coup de marteau (Götzen-Dämmerung oder wie man mit dem Hammer philosophiert, 1888)
- L'Antéchrist. Imprécation contre le christianisme (Der Antichrist. Fluch auf das Christenthum, écrit en 1888, publié en 1895)
- Ecce homo. Comment on devient ce que l'on est (Ecce Homo. Wie man wird, was man ist, 1888)

#### Sélection d'essais sur Nietzsche et sa philosophie
- Dorian Astor, Nietzsche, La Détresse du présent, coll. « Folio essais », 2014.
- Harold Bernat, Nietzsche et le problème des valeurs, L'Harmattan, 2006.
- Marc Crépon, L’Éternel retour et la pensée de la mort, in « Les Études philosophiques »
- Gilles Deleuze, Nietzsche et la philosophie, Paris, 1970, p. 189-222.
- Jean Granier, Le Problème de la Vérité dans la philosophie de Nietzsche, Paris, Éditions du Seuil, 1966.
- Jean Granier, Nietzsche, PUF Que sais-je ?, 1982
- Michel Haar, Nietzsche et la métaphysique, 1993.
- Michel Haar, Par-delà le nihilisme : Nouveaux essais sur Nietzsche, 1998.
- Ignace Haaz, Les conceptions du corps chez Ribot et Nietzsche, L'Harmattan, 2002.
- Paul Valadier, Nietzsche l'intempestif, Beauchesne, coll. « Le grenier à sel », Paris, 2000.
- Patrick Wotling, Nietzsche et le problème de la civilisation, P.U.F., Paris, 1995.
- Patrick Wotling, La Pensée du sous-sol. Statut et structure de la psychologie dans la philosophie de Nietzsche, Éditions Allia, 1999.
- Patrick Wotling, Le Vocabulaire de Nietzsche, Ellipses, 2001, nouvelle édition mai 2013.
- Patrick Wotling, La Philosophie de l'esprit libre : introduction à Nietzsche, Flammarion, 2008.
- Patrick Wotling, Nietzsche, Le Cavalier Bleu, coll. Idées Reçues, 2009.
- Patrick Wotling, Dictionnaire Nietzsche (avec Céline Denat), Ellipses, 2013.